# 制限
制限（せいげん、英: limitation, restriction, constraint）とは、ある限度や範囲から出ないようにおさえること。また、その限度、範囲。あるいは、制約。
分野を限定せず用いられる言葉であるが、日常生活に密接に関わるため、人間の行動に対する用法が最も良く知られている。

## 自由と制限
人間は自らの欲求に従って生きており、社会において自由に生きることを望んでいるが、人間の自由な行為が他に支障を来す場合がある。いわゆる迷惑行為が存在する。自らの自制心に頼ることが理想ではあるが、困難な点が多く、大きな社会問題に対しては、社会的な制限を設ける必要性があると考えられている。この為、必要最小限度の範囲内で社会的制限が設けられている。法治国家では、社会秩序維持のための人権の制約が憲法で規定されることもある。
自発的に自らに課す制限心理を良心・自制心などと呼ぶが、育てられた躾など環境の影響を指摘する声もあり社会的な制限との関係は一様ではない。なお現代では自主規制という用語もあるがニュアンスが大きく異なっている。

## 制限の問題
有史以来、時の権力者の政策は、統治下の人民に対し制限を加えることで行われてきた。権力者が良識と自制心に従って必要な制限を設け、人民と良好な関係を維持している時代であれば問題も少ない。しかし、権力者が権力の有する誘惑に負け、統治下の人民に対し厳しい制限を加えた時代も存在する。そして、この問題は、現在に於いても解決されていない。政治制度の不備を利用して、統治機構に都合の良い制限を設けることは容易なことである。

## 規制
- 内容規制
ある表現が伝達する内容を理由に制限する規制のこと。
- 内容中立規制
表現が伝達するメッセージの内容に関係なく制限を及ぼす規制のこと。

### 用語
- 規制緩和
- 規制行政
- 規制産業